# Ходжикаён
Ходжикаён (тадж. Ҳоҷикаён) — деха́ (сельский населённый пункт) в Раштском районе Таджикистана. Входит в состав сельской общины (джамоата дехота) Ясман. Расстояние от села до центра района (пгт Гарм) — 71 км, до центра джамоата (село Воринг) — 4 км. Население — 75 человек (2017 г.), таджики. Население в основном занято сельским хозяйством (животноводство и растениводство). Земли орошаются главным образом водами горных источников.